# Eschweilera neei
Eschweilera neei är en tvåhjärtbladig växtart som beskrevs av Scott A. Mori. Eschweilera neei ingår i släktet Eschweilera och familjen Lecythidaceae. Inga underarter finns listade i Catalogue of Life.